# Wiktorija Senkina
Wiktorija Senkina (* 20. März 1995) ist eine kasachische Leichtathletin, die sich auf den Mittelstreckenlauf spezialisiert hat.

## Sportliche Laufbahn
Erste internationale Erfahrungen sammelte Wiktorija Senkina im Jahr 2014, als sie bei den Juniorenasienmeisterschaften in Taipeh mit 2:16,46 min in der ersten Runde im 800-Meter-Lauf ausschied. 2023 belegte sie bei den Hallenasienmeisterschaften in Astana in 2:15,49 min den sechsten Platz.
2017 wurde Senkina kasachische Meisterin im 1500-Meter-Lauf und 2020 wurde sie Hallenmeisterin über 800 Meter.

## Persönliche Bestleistungen
- 800 Meter: 2:08,70 min, 26. Juni 2016 in Almaty
  - 800 Meter (Halle): 2:09,72 min, 30. Januar 2016 in Öskemen
- 1500 Meter: 4:32,37 min, 12. Juni 2017 in Almaty
  - 1500 Meter (Halle): 4:31,29 min, 4. Februar 2017 in Öskemen